# Eocader
Eocader is een geslacht van wantsen uit de familie van de Tingidae (Netwantsen). Het geslacht werd voor het eerst wetenschappelijk beschreven door Drake & Hambleton in 1934.

## Soorten
Het genus bevat de volgende soorten:

- Eocader babyrussus Golub & Popov, 2000
- Eocader bouclei (Bruner, 1940)
- Eocader vegrandis Drake & Hambleton, 1934